# Panjdeh-Zwischenfall
Als Panjdeh-Zwischenfall, -Vorfall oder -Krise (auch als Schlacht von Kuschka oder ähnlich bekannt) wird ein Gefecht um die Oase Panjdeh zwischen Truppen des russischen Zarenreiches und des Emirats Afghanistan bezeichnet, das am 30. März 1885 stattfand.

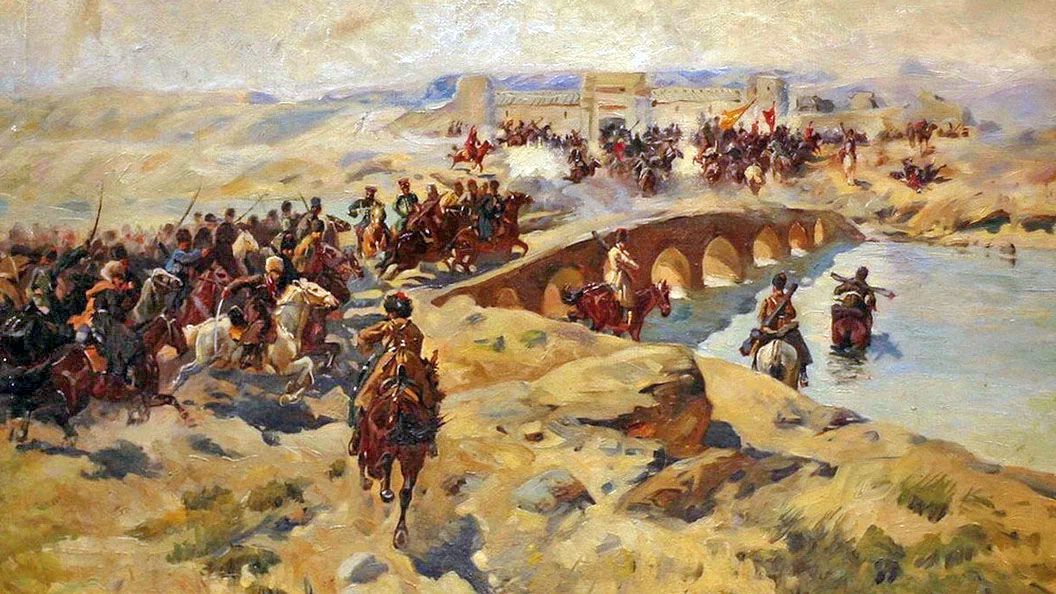
Schlacht an der Kuschka

Das Gefecht bildete einen Teil der jahrzehntelangen Konfrontation zwischen russischen und britischen Interessen in Zentralasien, des so genannten „Great Game“. Das Gefecht bei Kuschka (dem heutigen Serhetabat) löste eine diplomatische Krise aus und brachte Russland und Großbritannien an den Rand eines Krieges. Infolge der Eroberung der Oase verschob sich die russische Grenze nach Süden. Gleichzeitig stellt der russische Sieg bei Kuschka den südlichsten Vorstoß des Russischen Reiches dar.

## Vorgeschichte
Nach der Schlacht von Goek Tepe annektierte Russland die Oase um Merw. Nach einem Vorschlag von General Alexander Komarow, Oberkommandeur des Transkaspigebiets, traf am 6. Februar 1884 eine Delegation der Bevölkerung der Oase von Merw in Aschgabat ein und reichte bei Komarow eine an den russischen Zaren gerichtete Petition ein, Merw unter russische Hoheit zu stellen und die russische Reichsangehörigkeit für die Bevölkerung anzunehmen.
Mit der Annexion Merws kontrollierte Russland fast das gesamte heutige Turkmenistan und grenzte im Süden nun an das Emirat Afghanistan, welches nach dem Zweiten Anglo-Afghanischen Krieg britisches Protektorat war. Die afghanische Nordgrenze war in dieser dünn besiedelten Region nie festgelegt worden. Siedlungspunkte fanden sich nur am Murgab und seinem Nebenfluss Kuschka, die von Afghanistan kommend nach Merw fließen.
Die Annexion Merws machte es notwendig, die Grenzen zwischen der neuen russischen Provinz und Afghanistan festzulegen. Russland und Großbritannien einigten sich, eine gemeinsame Grenzkommission zu bilden. Gleichzeitig probierten beide Kolonialmächte militärisch vollendete Tatsachen zu schaffen. England entsandte unter General Sir Peter Lumsden seine Abgrenzungskommission und eine militärische Abteilung zu seinem Schutz. Von russischer Seite wurde unter dem Kommando von General Komarow ebenfalls eine Kommission mit einer militärischen Abteilung entsandt. In einer Korrespondenz bezüglich der Ernennung der anglo-russischen Grenzkommission focht Russland den Anspruch Afghanistans auf die Oase Panjdeh an und bestand auf den russischen Anspruch auf die Oase, mit der Begründung, dass sie zum Gebiet des annektierten Merw gehört habe. Die Oase Panjdeh besetzte strategische Höhen in den Bergen auf dem Weg in die Provinz Herat, Afghanistan. Das Tal des Kuschka Flusses war der bequemste Weg für die Verlegung von Truppen und militärischem Nachschub nach Afghanistan. Die Briten waren beunruhigt, sahen sie in der Linie Merw-Herat-Kandahar-Quetta doch eine natürliche Invasionsroute nach Indien.

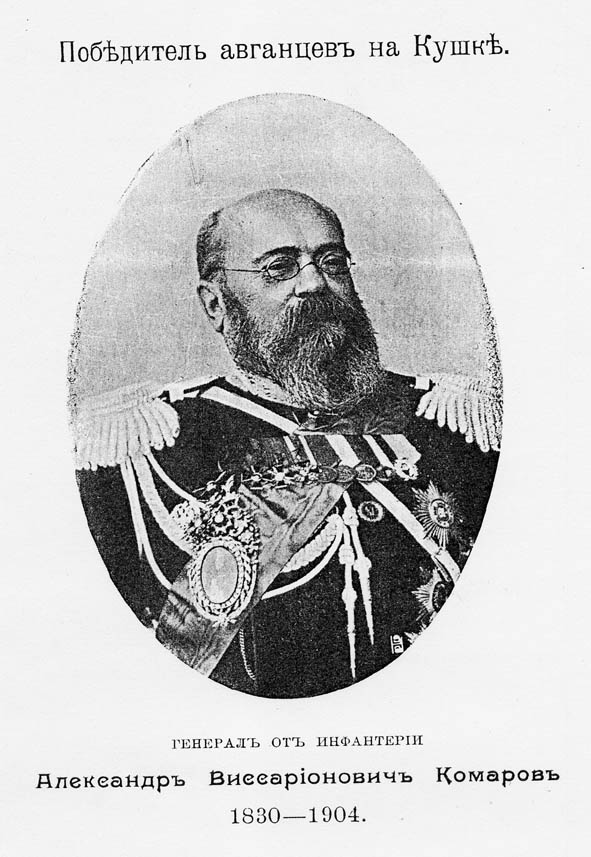
General Alexander Komarow. Die Originalüberschrift lautet: „Sieger über die Afghanen bei Kuschka“

Der Generalgouverneur und Vizekönig von Indien Lord Dafferin befürchtete die Vorbereitung einer russischen Invasion. Er verlangte, dass der afghanische Emir Abdur Rahman Khan bewaffneten Widerstand gegen das Vorrücken der Russen nach Süden leiste. Afghanistan schickte Truppen nach Panjdeh, um den Schutz der Oase zu verstärken. Als General Komarow davon erfuhr, befahl er wütend den afghanischen Einheiten abzuziehen. Der afghanische Kommandeur weigerte sich. Komarow appellierte sofort an den britischen Sondergesandten in Afghanistan, General Sir Peter Stark Lumsden, und forderte, den afghanischen Einheiten den Abzug zu befehlen. Peter Lumsden weigerte sich, dies zu tun.

## Die Schlacht
Die russischen Truppen unter dem Kommando General Alexander Komarows konzentrierten sich auf das Ostufer des Kuschka-Flusses. Ihnen gegenüber am Westufer standen die afghanischen Truppen, kommandiert von britischen Ausbildern: 2600 Kavalleristen und 1900 Infanteristen mit acht Geschützen. Darüber hinaus standen etwa 5000 Reiter verschiedener Stammesmilizen bereit, sie zu unterstützen. Die russischen Truppen General Komarows waren deutlich in der Unterzahl. Insgesamt standen 1660 Mann zur Verfügung: Vier Schützenkompanien des transkaspischen Regiments, ein Bataillon des Turkestan-Regiments, ein kaukasisches Kosakenregiment, eine Abteilung der provisorischen Miliz aus Merw und eine Batterie von vier Gebirgsgeschützen.
Am 24. März 1885 waren sie weniger als eine Meile von den afghanischen Verteidigern entfernt. Komarow stellte nun dem Kommandeur der afghanischen Streitkräfte ein Ultimatum: Entweder zog er die Truppen in fünf Tagen ab, oder die Russen selbst würden sie vertreiben. Noch am 25. März 1885 gelobte die russische Regierung auf Druck Großbritanniens zu garantieren, dass die russischen Truppen Panjdeh nicht angreifen würden, wenn die Afghanen auf militärische Aktionen verzichteten. Trotz wiederholter Versprechungen der russischen Regierung umzingelten Komarows Truppen nach und nach die Panjdeh Oase, um eine Eskalation zu provozieren.
Am 30. März 1885, als die Frist für das Ultimatum von General Komarow ablief und die Afghanen keine Anzeichen eines Rückzugs zu erkennen gaben, befahl er seinen Einheiten, in die Offensive zu gehen, ohne jedoch als Erste das Feuer zu eröffnen. Infolgedessen eröffneten die Afghanen als Erste das Feuer, damit begann die Schlacht.

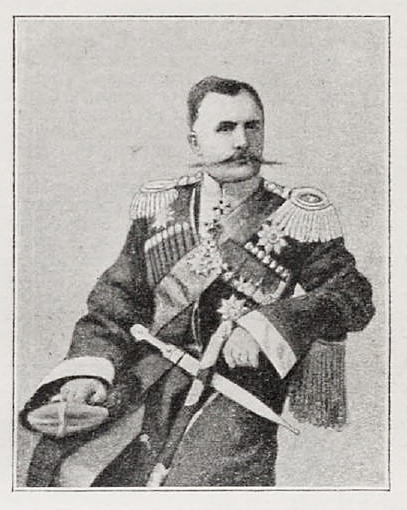
Oberstleutnant Maksud Alichanow

Nachdem die russischen Schützreihen die afghanischen Kavallerieattacken zurückschlugen, ging das kaukasische Kosakenregiment unter dem awarischen Oberstleutnant Maksud Alichanow zum Gegenangriff über. Der Kavallerieangriff zersprengte die afghanischen Truppen, die sich in wilder Flucht nach Herat zurückzogen.
Auf afghanischer Seite soll es 600 Todesopfer gegeben haben, während die russischen Truppen 40 Mann verloren.

## Folgen
Die Eroberung Kuschkas löste fast eine bewaffnete Konfrontation zwischen den beiden Kolonialmächten aus. Durch diplomatisches Einwirken wurde ein Krieg verhindert. Russland und England einigten sich auf die gemeinsame Festlegung der russisch-afghanischen Grenze durch eine russisch-englische Grenzkommission 1887. Vertreter des afghanischen Emirs waren bei der Arbeit zur Festlegung der afghanischen Nordgrenze nicht beteiligt. Die Zugeständnisse der zaristischen Vertreter waren minimal, Russland behielt das von Komarow eroberte Gebiet um die Oase Panjdeh, in der 1890 die Festung Kuschka gebaut wurde. Damit wurde Kuschka die südlichste Siedlung sowohl des Russischen Reiches als später auch der UdSSR. 1901 wurde der strategisch wichtige Ort mit dem russischen Eisenbahnnetz verbunden. Der Bau der Eisenbahn nach Kuschka beunruhigte damals die englische Presse aufgrund ihrer strategischen Dimension und der Nähe zur Stadt Herat.
Heute liegt der Ort in Turkmenistan und trägt den Namen Serhetabat.